# Herbita betzi
Herbita betzi là một loài bướm đêm trong họ Geometridae.